# 혜민서
혜민서(惠民署)는 조선 시대에 의약과 일반 서민의 치료 및 질병관리를 맡아보던 관청으로, 오늘날의 보건복지부, 국립중앙의료원, 질병관리청에 해당한다.
1392년(태조 1년) 고려의 제도를 계승하여 혜민고국(惠民庫局)을 설치하였다가, 1414년(태종 14) 혜민국이라 고쳤다. 1466년(세조 12년)에 혜민서로 개칭하였으며, 1882년(고종 19년)에 폐지되었다.
관원은 타관이 겸임하는 제조(提調) 1명, 주부(主簿)·의학교수·직장(直長)·봉사(奉事)·의학훈도 각 1명과 참봉 4명이 있었다. 그중 채용시험의 최고 득점자와 직장 이상의 관원 중 1명은 구임원(久任員)이고, 그 외는 체아직(遞兒職)이었다.
혜민서는 활인서와 마찬가지로 서민에게 혜택을 주는 기관이었으나, 한양의 백성에게만 혜택을 주는 한계가 있었다. 혜민서와 활인서를 아울러 양의사(兩醫司)라고 불렀다.

## 청사
혜민서 청사는 현재 주소 체계로 서울특별시 중구 을지로3가 65번지에 있었다. 을지로3가역 3번 출구 근처이다.

## 같이 보기
- 혜민국
- 활인서